# Glenea nitidicollis
Glenea nitidicollis là một loài bọ cánh cứng trong họ Cerambycidae.